# Abbazia di Saint-Germer-de-Fly
L'abbazia di Saint-Germer-de-Fly (anticamente anche abbaye de Flay) è un'abbazia di Saint-Germer-de-Fly, nel dipartimento dell'Oise, dedicata a san Germerio di Fly.